# 格罗内
格罗内（義大利語：Grone），是意大利贝加莫省的一个市镇。总面积7平方公里，人口933人，人口密度133.3人/平方公里（2009年）。国家统计（ISTAT）代码为016119。